# Eurepella ballina
Eurepella ballina är en insektsart som beskrevs av Otte, D. och R.D. Alexander 1983. Eurepella ballina ingår i släktet Eurepella och familjen syrsor. Inga underarter finns listade i Catalogue of Life.